# Triangolo delle Bermude

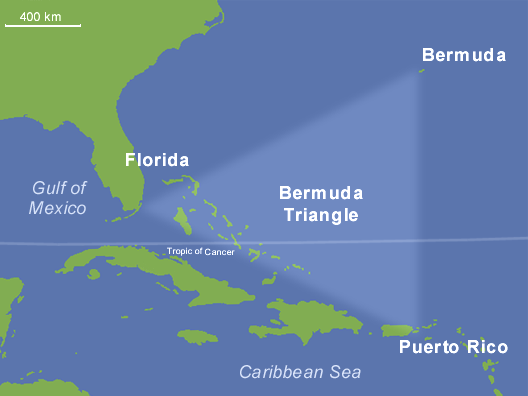
L'area compresa dal triangolo delle Bermude

Il triangolo delle Bermude è una zona dell'Oceano Atlantico settentrionale che ha la forma immaginaria di un triangolo, i cui vertici sono:
- vertice Est – il punto più settentrionale dell'isola principale dell'arcipelago delle Bermude;
- vertice Sud – il punto più orientale dell'isola di Porto Rico;
- vertice Ovest – il punto più a Sud della penisola della Florida.

In relazione a questa vasta zona di mare, di circa 1100000 km², a partire dagli anni cinquanta la cultura di massa ha fatto sì che nascesse la convinzione che si fossero verificati dal 1800 in poi numerosi episodi misteriosi di sparizioni di navi e aeroplani, motivo per cui alcuni autori hanno soprannominato la zona "Triangolo maledetto" o "Triangolo del Diavolo".
Il triangolo ha vissuto particolare popolarità nei media soprattutto a partire dal libro best seller Bermuda, il triangolo maledetto (The Bermuda Triangle) del 1974 di Charles Berlitz, secondo il quale nella zona avverrebbero misteriosi fenomeni che sono stati accostati al paranormale e agli UFO.
Nonostante la reputazione "maledetta", derivante soprattutto da opere di divulgazione misteriologica come quelle di Berlitz, secondo la maggioranza degli studiosi il numero di incidenti nel Triangolo non è affatto superiore a quello di una qualsiasi altra regione ad alta densità di traffico aeronavale: come confermato dalla Guardia costiera degli Stati Uniti, l'incidentalità è nella norma per la quantità di traffico e gli incidenti avvenuti sono derivati da normali cause fisiche e meccaniche.
Una minoranza di studiosi invece ritiene che la percentuale degli incidenti sia significativamente più alta della media proponendo varie spiegazioni naturali. Ad esempio, secondo i ricercatori dell'Università di Southampton, la causa delle ripetute sparizioni sarebbe imputabile ad onde anomale dell'altezza di 30 metri (100 piedi), che vengono create dalla convergenza di tre correnti e dalla Florida.

## Storia del "mito" delle sparizioni
Le prime notizie di sparizioni inusuali nel triangolo delle Bermude risalgono al 1950 ad opera di Edward Van Winkle Jones in un articolo del 30 settembre per Associated Press. Due anni dopo il magazine Fate pubblicò "Sea Mystery At Our Back Door", breve articolo di George X. Sand che riportava la presunta sparizione di molti aerei e navi inclusa la sparizione del Volo 19 e di un gruppo di cinque navi della United States Navy. Questo articolo segna l'inizio del mito del triangolo delle Bermude per come è conosciuto oggi.
Tale articolo inoltre fu il primo a formulare una ipotesi soprannaturale per le presunte sparizioni. Un ulteriore articolo fu pubblicato nel 1964 da Vincent Gaddis che l'anno seguente pubblicò anche un libro intitolato Invisible Horizons dove approfondiva i temi trattati nell'articolo.
Negli anni seguenti furono pubblicate altre opere sul presunto mistero: John Wallace Spencer (Limbo of the Lost, 1969, rist. 1973); Charles Berlitz (Bermuda, il Triangolo maledetto, 1974); Richard Winer (The Devil's Triangle, 1974), e molte altre, tutte per lo più facenti leva su presunti fenomeni soprannaturali. Il libro rimasto più famoso è quello di Berlitz.

### Le ricerche di Kusche
Lawrence David Kusche, autore del libro The Bermuda Triangle Mystery: Solved del 1975, mise in luce gravi imprecisioni e alterazioni nell'opera di Berlitz: spesso il resoconto non coincideva con i racconti di testimoni o di persone coinvolte negli incidenti e sopravvissuti. In molti casi informazioni importanti erano omesse, come ad esempio nella scomparsa di Donald Crowhurst, riportata come mistero nonostante già allora fosse chiaro che Crowhurst aveva inventato i racconti delle sue imprese. Oppure come nel caso del cargo tedesco Freia che lo scrittore Charles Berlitz nei suoi libri colloca come disperso nei pressi del porto cubano di Mansanillo nell'Atlantico, quando in realtà era andato perso nei pressi del porto messicano dallo stesso nome ma nel Pacifico. Kusche dimostrò inoltre, tramite documentazione, come numerosi incidenti indicati come "vittime del triangolo" si fossero in realtà verificati a moltissima distanza e fossero stati inclusi in malafede.
La ricerca di Kusche portò ad alcune conclusioni:
- Il numero di navi disperse è paragonabile, percentualmente, a quello di ogni altra zona dell'oceano.
- In una zona di tempeste tropicali molte delle scomparse sono facilmente spiegabili, quindi per nulla misteriose.
- Il numero di perdite è stato enormemente esagerato da una ricerca falsata.
- Le circostanze delle scomparse sono state riportate in modo falsato da Berlitz: il caso più comune riguarda navi che sono date per disperse con mare calmo e assenza di vento, quando in realtà le registrazioni dell'epoca mostrano tempeste o peggio.
- "La leggenda del Triangolo delle Bermuda è un mistero fatto ad arte... mantenuto in vita da scrittori che volontariamente o meno fanno uso di dati errati, argomentazioni falsate, ragionamenti svianti e sensazionalismo"[4].

Nonostante la fama dell'area, le statistiche dei Lloyd's di Londra affermano con certezza che il "triangolo" non è né più né meno pericoloso di ogni altra zona dell'oceano, valutando il numero di incidenti e perdite per la quantità di traffico sostenuto: l'area è una delle vie commerciali più affollate al mondo e le percentuali di sparizione sono insignificanti se esaminate nel complesso.
I dati disponibili presso la Guardia Costiera degli Stati Uniti confermano tali conclusioni: il numero di sparizioni e incidenti è insignificante se paragonato al traffico nell'area. La grande maggioranza delle scomparse è ricollegabile ad avverse condizioni meteomarine spesso unite a debolezza strutturale o vetustà delle navi coinvolte, nonché a ritardi nei soccorsi: gran parte delle sparizioni si sono verificate in epoche (XIX secolo e primi decenni del XX) in cui i sistemi di ricerca e salvataggio erano molto arretrati o pressoché inesistenti.

### Le speculazioni pseudoscientifiche
Dando per certe le sparizioni narrate nei libri e nei giornali, vari autori legati all'ufologia hanno avanzato l'ipotesi che le sparizioni misteriose di aerei e navi nel Triangolo delle Bermude siano da imputare agli extraterrestri. Secondo gli ufologi, gli alieni considerano come loro territorio di volo l'area del triangolo delle Bermude, essendo area da loro frequentata da secoli (è ciò che disse George Adamski, il più famoso dei contattisti) e non tollerano la presenza di nessuno.
Negli anni sono state formulate altre teorie pseudoscientifiche sulle sparizioni. Vari autori collegano tali fenomeni ad inusuali anomalie magnetiche, oppure alla presenza di strati di metano che avrebbero imprigionato aerei e navi.

## Lista delle presunte scomparse
Questa lista individua le principali presunte scomparse di aerei e navi avvenute nell'area del triangolo delle Bermude o nelle sue vicinanze, secondo Charles Berlitz e altri autori.

### Aeromobili
- 5 Grumman TBF Avenger della Marina degli Stati Uniti, squadriglia di bombardieri in volo di addestramento (conosciuta come Squadriglia 19), partiti da Fort Lauderdale, complessivamente 14 persone di equipaggio. Scomparsi dopo due ore di volo, a circa 363 chilometri a Nord-Est della base, il 5 dicembre 1945.
- Avro 688 Tudor Star Tiger, 31 persone fra equipaggio e passeggeri; scomparso a 611 chilometri a Nord-Est di Bermuda, il 29 gennaio 1948.[23][24]
- Douglas DC-3, partito da San Juan e diretto a Miami, 32 persone fra equipaggio e passeggeri; scomparso il 28 dicembre 1948.
- Avro Tudor Star Ariel (aereo gemello dello Star Tiger), partito da Londra e diretto a Santiago del Cile; scomparso a 611 chilometri a Sud-Ovest di Bermuda, in direzione di Kingston (Giamaica), il 17 gennaio 1949.[23][24]

### Navi
- La USS Grampus (1821), scuna partita da St. Augustine e presumibilmente affondata nel 1843 poco lontano da Charleston;
- La Mari Celeste, un violatore di blocco (da non confondere con la Mary Celeste) affondato nel 1864;[25]
- La Ellen Austin: sorta di relitto dato per scomparso nel 1881 con la ciurma, in realtà, nei registri dei Lloyd's di Londra, esisteva una nave chiamata Meta, costruita nel 1854 e poi ribattezzata, nel 1880, Ellen Austin. In relazione a questa nave non sono registrati incidenti di sorta con vittime;
- USS Cyclops (AC-4), nave da rifornimento della Marina degli Stati Uniti, in rotta da Barbados a Norfolk, equipaggio di 309 persone; scomparsa dopo la partenza il 4 marzo 1918[26].
- La Carroll A. Deering, scuna a cinque alberi costruita nel 1919, è stata trovata abbandonata vicino a Capo Hatteras nel 1921;[27]
- SS Cotopaxi, scomparsa sulla rotta fra Charleston e L'Avana, nel 1925.

## Filmografia
Sulla scia della popolarità del libro di Berlitz del 1974, il "Triangolo maledetto" ispirò nella seconda metà degli anni settanta alcuni film commerciali che mescolano extraterrestri, civiltà scomparse, viaggi nel tempo, horror e avventura, che riscossero un certo successo.
Non sfuggono espliciti riferimenti al fenomeno nel film Incontri ravvicinati del terzo tipo (Steven Spielberg, 1977), che sposa la tesi del rapimento alieno. Nelle scene iniziali del film si verificano alcune "restituzioni" di veicoli celebri per essere scomparsi nell'area: i 5 Grumman TBF Avenger costituenti la Squadriglia 19 vengono ritrovati in pieno deserto in Messico, intatti a quasi 40 anni dalla scomparsa, mentre la nave mercantile SS Cotopaxi viene rinvenuta poco tempo dopo arenata nel Deserto del Gobi. Nelle sequenze finali, dopo l'atterraggio della nave aliena, e prima dell'uscita degli stessi supposti alieni, dall'astronave scende una lunga fila di terrestri che vengono di volta in volta esplicitamente riconosciuti come appartenenti agli equipaggi dispersi nel Triangolo (una scena, addirittura, mostra un ufficiale intento a marcare con nastro adesivo una checklist fotografica, mentre un collega provvede all'identificazione snocciolando qualifiche e nominando alcuni dei veicoli più famosi inclusi nella lista delle sparizioni).
Il Triangolo è citato inoltre nel film sovietico di Andrej Tarkovskij Stalker (1979), facendo breccia in piena Guerra fredda nella fantasia popolare dei paesi d'Oltrecortina; il film fantastico tratta di una zona rurale interdetta, teatro di letali fenomeni soprannaturali.
Il Triangolo entra nella cultura popolare italiana nel 1976, citato nello sceneggiato RAI Extra, interpretato dall'attore Giampiero Albertini, nel ruolo di un americano del Mississippi, reduce presunto di un incontro ravvicinato con visitatori alieni. Il fenomeno conosce il picco di popolarità intorno l'anno 1978. In un numero di Topolino è scena di un'avventura di Paperon de' Paperoni e successivamente di una dello stesso Topolino.
In un episodio della serie animata DuckTales - Avventure di paperi, Paperon De' Paperoni e Qui, Quo, Qua si recano nel triangolo delle Bermude per indagare sulla sparizione di alcune navi, scoprendo che una comunità di naufraghi si è stabilita su un'isola di alghe (nelle quali le navi si incagliano non potendo, di conseguenza, fare ritorno alla civiltà) ingegnandosi per sopravvivere in tale ambiente ostile. La zona è anche infestata da un mostro marino simile ad un incrocio tra un gigantesco pesce e una piovra, che prende di mira Paperone in più occasioni.
Nel film Selvaggi il protagonista Ezio Greggio e i suoi compagni di viaggio, dopo essersi salvati da un primo incidente aereo, si ritrovano su un gommone all'interno del Triangolo dopo un ulteriore incidente aereo, cercando aiuti per potersi salvare.
Viene nominato anche nell'ultimo episodio della prima stagione del telefilm Fringe da Nina Sharp che lo indica come una delle prime zone sulla Terra dove alcune caratteristiche fisiche della materia iniziarono ad indebolirsi, permettendo il passaggio tra la realtà terrestre e un mondo alternativo al nostro.
Nel manga e anime Capitan Harlock si racconta di un episodio in cui la nave del Capitano, l'Arcadia, discende nel Triangolo delle Bermude a seguito di strani fenomeni nei computer della nave. Qui i pirati spaziali troveranno un'antica piramide sottomarina al cui interno in una bara di vetro giace il cadavere di una bellissima extraterrestre del popolo di Mazone. E Harlock, affascinato da questo luogo, si rifiuterà di profanarlo e di studiare l'aliena. 
Nella serie di manga e anime I Cavalieri dello zodiaco, Kanon (generale al servizio di Julian Kedives) utilizza una tecnica particolare chiamata Triangolo d'Oro che spinge l'avversario in un'altra dimensione; tra le colonne dei sette oceani protette dai sette generali, Kanon sorveglia quella dell'Oceano Atlantico settentrionale, dove si trovano le Bermude.
Nel manga e anime One Piece, un tratto di mare è chiamato Triangolo Florian. Eiichirō Oda, disegnatore e creatore del manga, ha confermato di aver preso ispirazione per il nome dal Triangolo delle Bermude.
Il mito del Triangolo costituisce il tema principale delle seguenti opere cinematografiche:
- L'occhio nel triangolo (Shock Wawes), di Ken Wiederhorn (1977)
- Il triangolo delle Bermude (Secrets of the Bermuda Triangle), regia di Donald Brittain – documentario (1978)
- I misteri delle Bermude (The Bermuda Depths), di Tom Kotani (1978)
- Il triangolo delle Bermude (El Triángulo diabólico de las Bermudas), di René Cardona Jr. (1978)
- Bermude: la fossa maledetta, di Tonino Ricci (1978)[28]
- Scooby-Doo e il Triangolo delle Bermuda (A Creepy Tangle in the Bermuda Triangle), The Scooby-Doo Show – serie animata, episodio 3x02 (1978)
- Bermuda Now... il film (The Bermuda Triangle), di Richard Friedenberg (1979)
- Incontri con gli umanoidi o Uragano sulle Bermude (Encuentro en el abismo), di Tonino Ricci (1979)[30]
- Philadelphia Experiment (The Philadelphia Experiment), di Stewart Raffel (1984)
- 666 - Il triangolo maledetto (The Dark Side of the Moon), di D. J. Webster (1990)
- Selvaggi, di Carlo Vanzina (1995)
- L'avventura della vita (Bermuda Triangle), di Ian Toynton (1996)
- Triangolo (Triangle), X-Files – serie TV, episodio 6x03 (1998)
- Mistero alle Bermuda (The Triangle), di Lewis Tague (2001)
- Il triangolo delle Bermude (The Triangle), di Craig R. Baxley – miniserie TV (2005)
- Scooby-Doo e i pirati dei Caraibi (Scooby Doo! Pirates Ahoy!), di Chuck Sheetz (2006)
- The Land That Time Forgot, di C. Thomas Howell (2009)
- I fantastici viaggi di Gulliver (Gulliver's Travels), di Rob Letterman (2010)
- Il triangolo delle Bermuda - Mare del Nord, di Nick Lyon (2011)
- Percy Jackson e gli dei dell'Olimpo - Il mare dei mostri (Percy Jackson: Sea of Monsters), di Thor Freudenthal (2013)
- Bermuda Tentacles di Nick Lyon – film TV (2014)
- Pirati dei Caraibi - La vendetta di Salazar (Pirates of the Caribbean: Dead men tell no tales), di Joachim Rønning e Espen Sandberg (2017)
- Zak Storm: Super Pirate – serie animata (2016)
- Hotel Transylvania 3 - Una vacanza mostruosa (2018)